# Karin Hänel
Karin Hänel, po mężu Antretter (ur. 28 maja 1957 w Eschenbach) – niemiecka lekkoatletka,  specjalistka skoku w dal, dwukrotna medalistka halowych mistrzostw Europy. 

## Kariera
W czasie swojej kariery reprezentowała Republikę Federalną Niemiec.Zajęła 8. miejsce w pięcioboju na mistrzostwach Europy juniorów w 1973 w Duisburgu, a na kolejnych mistrzostwach Europy juniorów w 1975 w Atenach zajęła 5. miejsce w skoku w dal. Na halowych mistrzostwach Europy w 1977 w San Sebastián zajęła 7. miejsce w skoku w dal, a na kolejnych halowych mistrzostwach Europy w 1978 w Mediolanie 8. miejsce w tej konkurencji. Na mistrzostwach Europy w 1978 w Pradze zajęła 7. miejsce.
Zwyciężyła w skoku w dal na halowych mistrzostwach Europy w 1981 w Grenoble, wyprzedzając Sigrid Heimann z Niemieckiej Republiki Demokratycznej i swą koleżankę z reprezentacji RFN Jasmin Fischer.  Ustanowiła wówczas nieoficjalny halowy rekord świata wynikiem 6,77 m (IAAF nie uznawała w tym czasie oficjalnych rekordów świata w hali). Na kolejnych halowych mistrzostwach Europy w 1982 w Mediolanie zdobyła srebrny medal w tej konkurencji, za Sabine Everts z RFN, a przed Vali Ionescu z Rumunii. Zajęła 8. miejsce w skoku w dal na mistrzostwach Europy w 1982 w Atenach.
Hänel była mistrzynią RFN w skoku w dal w 1978 oraz wicemistrzynią w tej konkurencji w 1981 i 1982, a także  halową mistrzynią RFN w skoku w dal w 1977 i 1978, wicemistrzynią w 1981 i 1982 oraz brązową medalistką w 1979 i 1980. 
Jej rekord życiowy w skoku w dal na otwartym stadionie wynosił 6,77 m (ustanowiony 1 września 1982 w Rhede).